# 格拉斯巴赫河
51°13′31.84″N 7°6′38.9″E / 51.2255111°N 7.110806°E

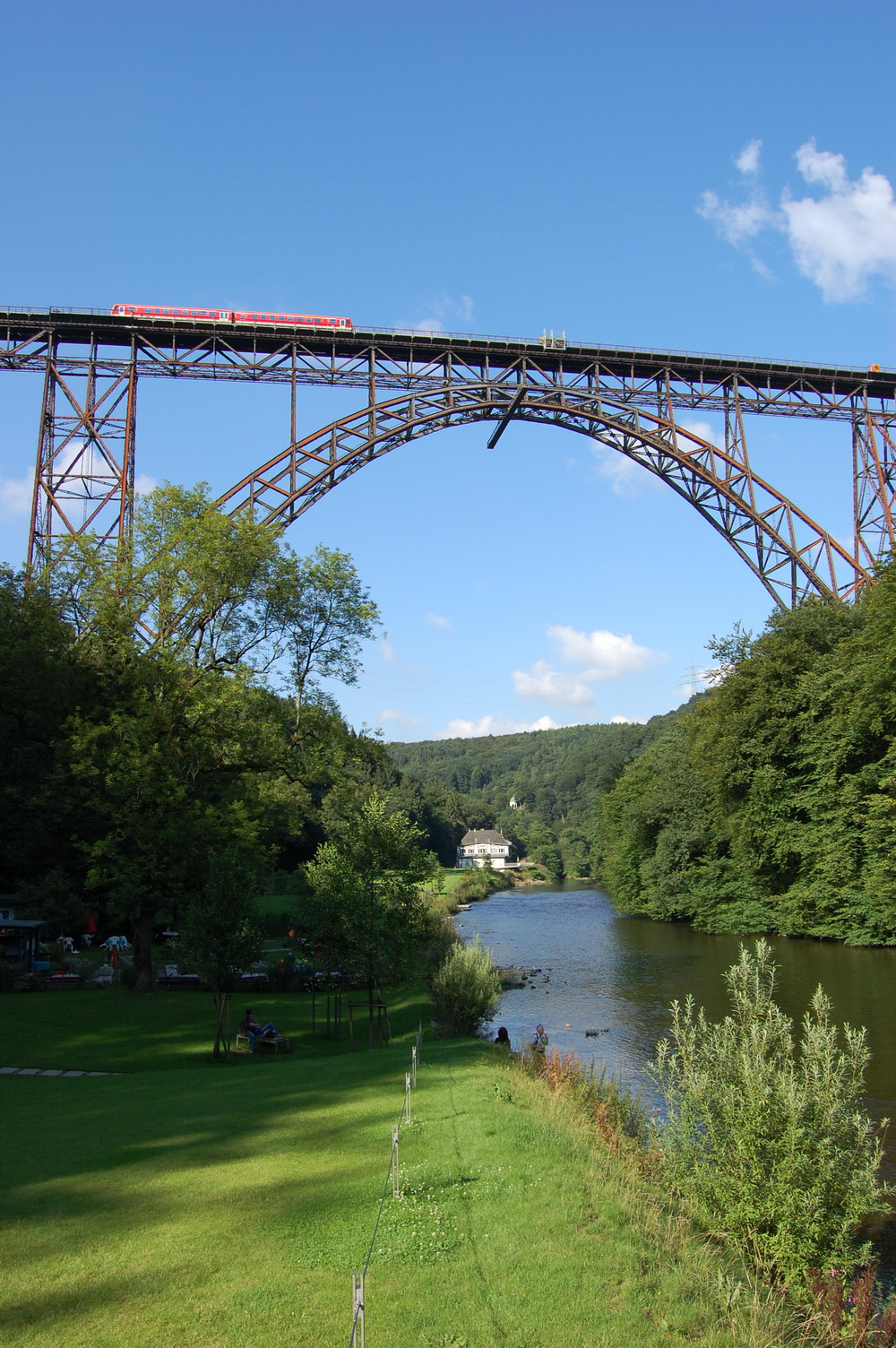
格拉斯巴赫河，上方為高107米的德國最高鐵路橋樑

格拉斯巴赫河（德語：Glasbach），是德國的河流，位於該國西部，流經北萊茵-威斯特法倫州，屬於伍珀河的左支流，河道全長1.2公里，流域面積0.82平方公里。